# Pär Lindgren
Pär Lindgren   (Göteborg, 16 de gener de 1952) és un compositor i professor de música suec. Entre els seus alumnes tingué a Marie Samuelsson

## Biografia
És considerat un dels més grans compositors de música electroacústica de Suècia i un dels compositors suecs més importants de música orquestral de la seva generació juntament amb Jan Sandström, Anders Hillborg i Anders Nilsson. Lindgren va estudiar composició a la "Royal Graduate School of Music" d'Estocolm (KMH) als anys 70. Des del 1980 va ensenyar al KMH i va ser professor de composició entre 1998 i 2008. Va ser professor d'Adrian Knight entre 2006 i 2009. Lindgren va guanyar el premi de Christ Johnson el 1987 i el 1996.

## Obres
- Elektrisk musik 1978
- Rummet 1980
- Shadows that in Darkness Dwell: A Fantasy on a Song de John Dowland 1982–1983
- Bowijaw per a Orquestra de corda de 1984
- Fragments d'un cercle 1989
- Guggi-Guggi per a trombó i cinta 1990-1991
- Oaijé: Línies i figuracions 1992–1993
- Sea Cuts 1995
- Illes 1997
- Metamorfosi I: la panerola 1985/1999
- Figuracions de Cheshire 2003
- Sirenes 2006-2007.